# Max Arildskov
Max Johannes Arildskov (født Max Johannes Jørgensen (navneforandring til Arildskov i 1904) den 17. februar 1896, Overgård, Havndal, Hadsund, død 1986) var en dansk nazist, der i en periode var medlem af DNSAP. 
Max Arildskov blev født på godset Overgård i Havndal ved Hadsund, hvor hans far Martin Sofus Arildskov (1866-1961) var forvalter. I 1912 overtog faderen sin svigerfars gård, Solegård, i Hylke. Det var svære tider for landbruget, og i 1914 døde svigerfaderen, og i 1915 døde hans egen hustru, og Sofus Arildskov stod tilbage med tre store sønner. I 1916 gik gården på tvangsauktion.
Arildskov var en af den danske nazismes pionerer. I 1919 meldte han sig sammen med sin far til den estiske selvstændighedskrig, hvor han avancerede til løjtnant i Dansk-Baltisk Auxiliær Corps. Korpsets kontrakt udløb, og de fleste var draget hjem til Danmark i slutningen af august 1919, men nogle veteraner bl.a. Arildskov meldte sig til tjeneste i Svenska Legionen, en del af admiral Aleksandr Koltjaks russiske Nordvestarmé under general Nikolaj Judenitj. Nordvestarméen bestod af Zarens livkosakker og andre "hvide" russere", en nedslidt og dårligt udrustet hær, som angreb Petrograd i oktober 1919. Et slag som blev en strategisk vigtig sejr for Bolsjevikkerne.
Tilbage i Danmark var Arildskov aktiv i flere højrefløjsgrupper, hvor han fik tilnavnet “Den danske Mussolini”. Under dannelsen af den sønderjyske Grænseforeningens skyttekorps “Jydske Værn” 1932 mødte han Frits Clausen, der ledte Arildskov i retning af DNSAP, og han meldte sig 1933 ind i partiet. Som aktiv foredragsholder blev han primus motor bag nationalsocialismens fremvækst i den nordligste del af Jylland i årene derefter. Max Arildskov var op gennem trediverne både distriktsleder, sysselleder i Distrikt Randers Amt (senere  Distrikt Nordjylland), medlem af partistaben og folketingskandidat for DNSAP på trods af, at han som militærmand ikke havde flair for det politiske arbejde. Han avancerede også til kaptajn i den danske hær. Efter valgnederlaget i 1943 begyndte han at bebrejde Frits Clausen dennes svigt. Derfor blev han den 4. juni 1943 udstødt af DNSAP.
Den 5. maj 1943 dannede han partigruppen "Det Nye Danmark". I oktober 1943 var han medstifter af Folkeværnet under Schalburgkorpset. Han medvirkede til oprettelsen af Landstormen, som han den 9. januar 1944 blev chef for. Han deltog i afviklingen af Schalburgkorpset sammen med korpsets administrator Jens Peter Krandrup. Herefter fortsatte Landstormen som en selvstændig enhed med Max Johannes Arildskov som chef.
Efter krigen blev han idømt otte års fængsel, men blev benådet den 9. maj 1948.
Max Arildskov døde i 1986.